# Сыда (залив)
Сыда — залив на правом берегу Красноярского водохранилища в устье реки Сыда Краснотуранского района. Образовался залив в месте впадения в Енисей реки Сыда.
Залив сыдинский принадлежит бассейну реки Енисей и является самым крупным заливом Красноярского водохранилища, примыкая к нему с восточной стороны. Длина водоёма 35 км, глубина в некоторых местах достигает 25 м.
В залив впадают реки Сыда, Уза, Карасук и Дальняя Камышта.
Берега водоёма почти по всему периметру имеют пологую форму, на некоторых участках образуются песчаные пляжи. С северной стороны Сыдинского залива, недалеко от берега расположены село Белоярск и село Новая Сыда, с южной — село Краснотуранск, являющееся районным центром.